# Baltagiya
Baltagiya o al-Baltaǧiya (in arabo البلطجية‎?, al-balṭaǧiya), ma anche Baltaga o Baltaǧa (in arabo البلطجة‎?, al-balṭaǧa) è una parola della lingua egiziana che originariamente significava "sicario", ma che ha finito con l'indicare un teppista appartenente a una banda di malfattori, incaricato di colpire un avversario, per lo più politico, all'interno della logica di un regime autoritario.

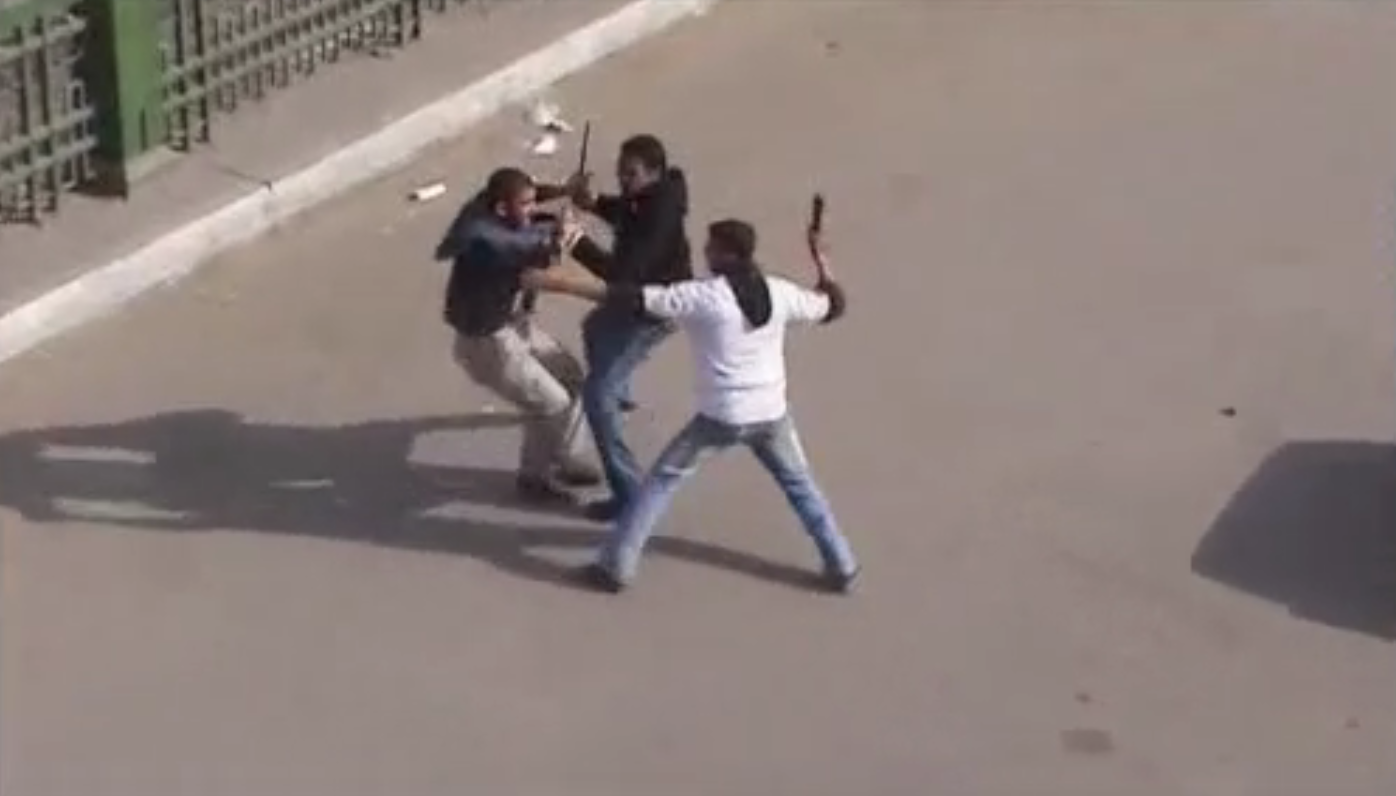
Poliziotti egiziani in abiti civili che colpiscono un manifestante al Cairo

Bande non politiche di baltagiya sono comparse in Egitto negli anni ottanta e negli anni novanta la polizia egiziana decise di sradicare quel fenomeno dalla società, "dando in outsourcing la gestione della violenza [politica] a questi baltagiya, pagandoli bene e addestrandoli, perché essi potessero far ricorso alla violenza sessuale (dalle molestie sessuali allo stupro) al fine di punire e scoraggiare i manifestanti e, allo stesso modo, i detenuti maschi".
Il fenomeno destò l'interesse dei media internazionali in occasione degli scontri che ebbero luogo a Maydan Tahrir durante la Rivoluzione egiziana del 2011.
Nel massacro di Porto Said del 1º febbraio 2012, testimoni oculari accusarono la polizia di aver consentito ai baltagiya di entrare apertamente nello stadio che fu teatro del massacro, trasportando armi , senza intervenire per fermare i crimini commessi da quei criminali.